# Cuarta y quinta armónicas

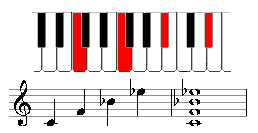
Acorde cuarta

En música, cuarta armónica consiste en una estructura de acorde diferente al de la cuarta perfecta, la cuarta aumentada o la cuarta disminuida. Una quinta armónica difiere así mismo de una quinta perfecta, aumentada o disminuida. 

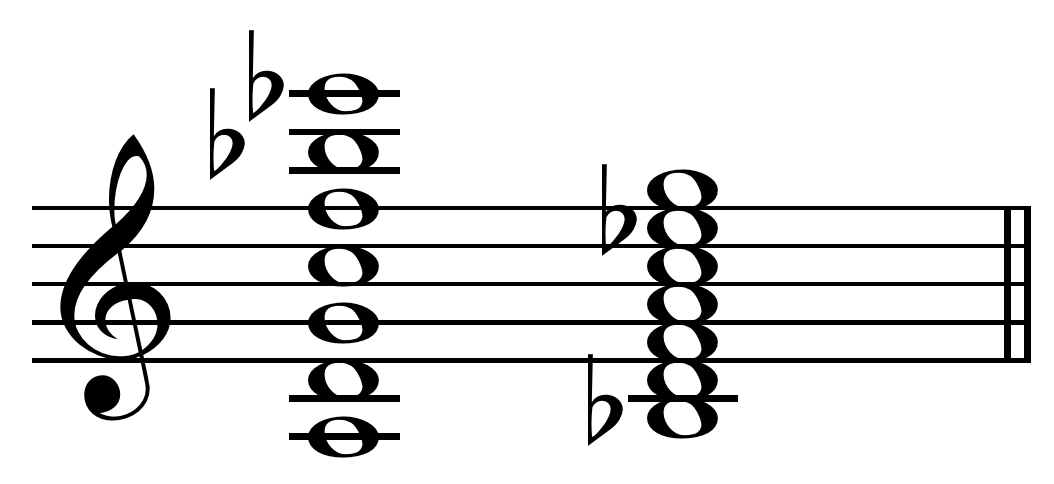
Acorde cuarte en La equivale a un acorde decimotercera que se diferencia por la disposición de sus sonidos componentes(Benward y Saker 2009, 279).

El uso de los términos cuarta y quinta surge del contraste compositivo o perceptivo con las estructuras armónicas tercianas. Los oyentes familiarizados con la música del periodo de práctica común perciben la música tonal cuando se utilizan acordes y escalas mayores y menores, en todos los que la tercera mayor o menor constituye la estructura básica de la armonía. 
Quinta armónica es un término menos utilizado, ya que constituye una inversión o complemento de la cuarta, que habitualmente no se lo distingue de la cuarta armónica. De hecho, un círculo de quintas  puede componerse en cuartas (Sol→Do→Fa→Si♭ etc. es quinta cuándo se toca hacia abajo y cuarta cuando se toca hacia arriba); esto es la razón por la que los teóricos modernos pueden hablar de un círculo de cuartas.

## Ejemplos en obras musicales

### Clásico

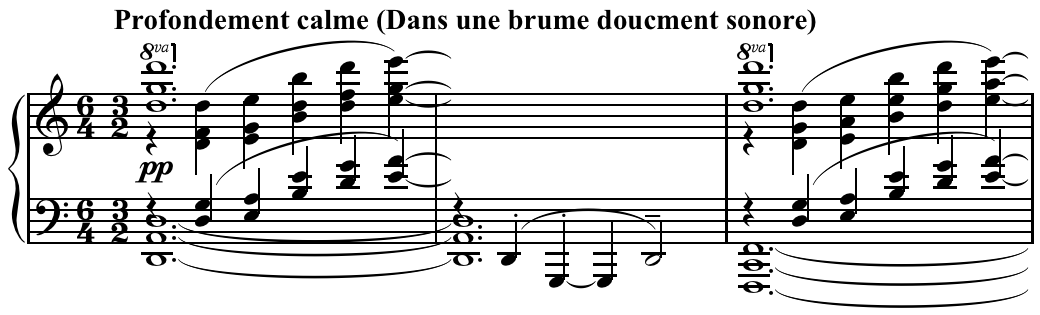
Cuartas paralelas evocando órgano en la obertura de la Catedral sumergica de Debussy (Reisberg 1975, 343@–44).

- William Albright

Sonata para Saxofón alto y Piano (Lewis 1985, 443)
- Alban Berg

Sonata para Piano, op. 1 (Lambert 1996, 118)
Wozzeck (Lambert, 1996, 118, 118;Reisberg, 1975, 344–46, 344@–46)
- Carlos Chávez

Sinfonía de Antígona (Núm. de sinfonía 1), utiliza cuartas armónicas por todas partes (Orbón 1987, 83)
Sinfonía india (Núm. de sinfonía 2), la melodía en La menor que comienza en el compás 183 está acompañado por cuartas armónicas.(Leyva 2010, 56)
- Aaron Copland

De Ratones y Hombres (Bick 2005, 446, 448, 451)
- Claude DebussyClaude Debussy

"La cathédrale engloutie", empezando y final (Reisberg 1975, 343@–44)
- Norman Dello Joio

Suite para piano
- Caspar Diethelm

Sonata para piano N.º 7 (Kroeger 1969)
- Alberto Ginastera

12 Preludios americanos, Preludio #7
- Carlos Guastavino

"Donde habite el olvido" (Kulp 2006, 207)
- Howard Hanson

Sinfonía N.º 2 ("Romántica") (Perone 1993, 8)

### Rock
- Emerson, Lake & Palmer
Tarkus (Macon 1997, p.55)
- Frank Zappa
"Zoot Allures" (Mermikides 2014, 31)
- XTC
"Rook" (compuesto por Andy Partridge, del álbum Nonsuch) (Anon. (n.d.)).